# Marc Rebillet
Marc Rebillet (pronúncia em francês: [ʁəbijɛ]) é um músico eletrônico e YouTuber estadunidense de Dallas, Texas e atualmente reside em Nova Iorque. Ele é conhecido por improvisar canções eletrônicas com letras cômicas. Rebillet distribui principalmente seu trabalho por meio de vídeos do YouTube e transmissões ao vivo do Twitch nos quais ele usa uma loop station, teclado, vocais e instrumentos de percussão para produzir suas músicas em seu apartamento. Ele também lançou três álbuns de estúdio: Marc Rebillet, Europe e Loop Daddy III e dois discos extendidos, Loop Daddy e Loop Daddy II.

## Biografia
O pai de Rebillet era francês e sua mãe, da Carolina do Sul. Seus pais se conheceram em Paris. Rebillet começou a tocar piano aos quatro anos e estudou música clássica até os 15 anos, enquanto estudava na Booker T. Washington High School for Performing and Visual Arts em Dallas. Ele abandonou a Southern Methodist University depois de um ano estudando teatro. Rebillet então trabalhou em outros setores por dez anos, inclusive em um call center corporativo, enquanto produzia música sem sucesso sob o nome de "Leae".
Em 2007, Rebillet foi noticiado no canal Fox 4 em Dallas depois de entrar na fila para ser o primeiro a comprar um iPhone durante seu lançamento inicial. Uma mulher pagou a Rebillet 800 dólares por seu lugar na frente da fila, tentando comprar muitos telefones para revender. O tiro saiu pela culatra por causa da política da loja que permitia apenas um iPhone por cliente.

## Carreira

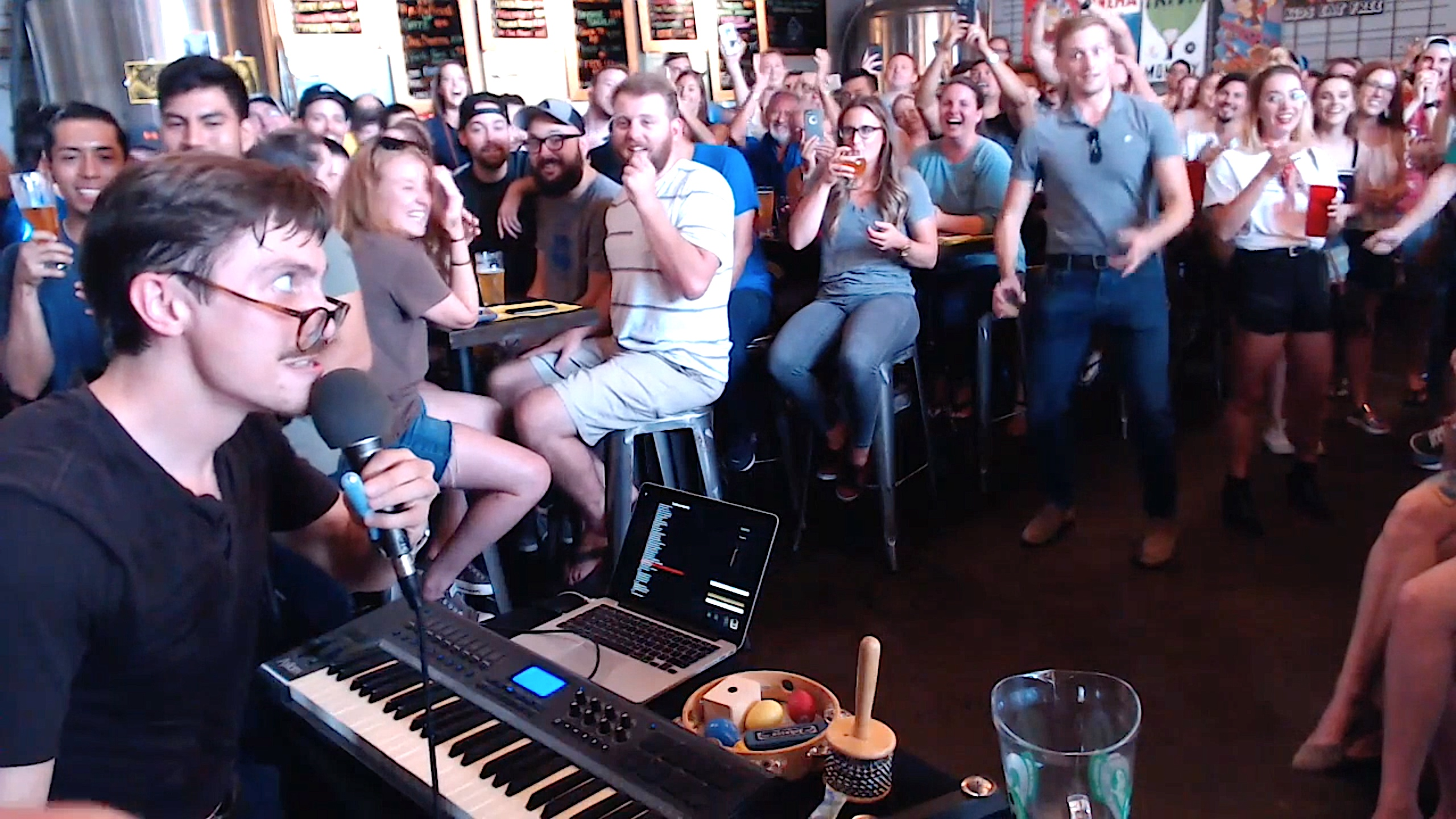
Rebillet se apresentando em Dallas, Texas.

### Streaming online
A carreira musical profissional de Rebillet começou em 2016, quando ele começou a publicar vídeos no YouTube e transmissões ao vivo de si mesmo improvisando músicas em seu quarto, apartamento e quartos de hotel, muitas vezes enquanto dançava em sua cueca boxer. Esses vídeos começaram a se tornar virais através do Reddit e do Facebook, gerando uma base de fãs. Muitas das músicas de Rebillet são inspiradas por pedidos ao vivo de seus fãs, que ligam para ele de um número de telefone que ele posta nas redes sociais ou comentam durante a transmissão ao vivo. As sessões de Rebillet podem durar de uma a cinco horas. O conteúdo dos streams varia amplamente, desde romance e sexo até tópicos mais frívolos, como lanches.
Em março de 2021, Rebillet tinha 11,8 milhões de streams online de sua música, 1,17 milhão de inscritos no YouTube e mais de 79 milhões de visualizações no YouTube.
Durante a pandemia de COVID-19, a turnê de Rebillet pela Austrália e Nova Zelândia foi cancelada e posteriormente remarcada para o início de 2021. No lugar dos shows cancelados, ele programou quatro shows gratuitos ao vivo no Twitch, nomeados para quatro cidades na turnê cancelada. Ele chamou essa coleção de programas de "Quarentine Livestream Tour", com o primeiro show atraindo mais de 1,57 milhões de telespectadores e arrecadando mais de 34.000 dólares para instituições de caridade relacionadas ao coronavírus. Explicando porque escolheu começar a transmitir no Twitch, Rebillet disse ao The Verge : "Estou apenas tentando sobreviver, e o Twitch tem o maior potencial de ganhos para transmissões ao vivo."
Também relacionado à pandemia, Rebillet gravou uma música, chamada "Essential Workers Anthem", dedicada aos trabalhadores essenciais, para agradecer seu trabalho durante a pandemia. Em artigo sobre a música para o Boston Herald, o jornalista Jed Gottlieb escreveu que "a música que ele construiu em um minuto tinha mais força e magia do que qualquer coisa nos recentes concertos lo-fi das redes de TV".
Em 9 de dezembro, na expectativa de atingir um milhão de assinantes do YouTube, Rebillet transmitiu ao vivo durante e após atingir o marco. Ele usou a transmissão como uma oportunidade para doar a várias instituições de caridade.

### Performances ao vivo

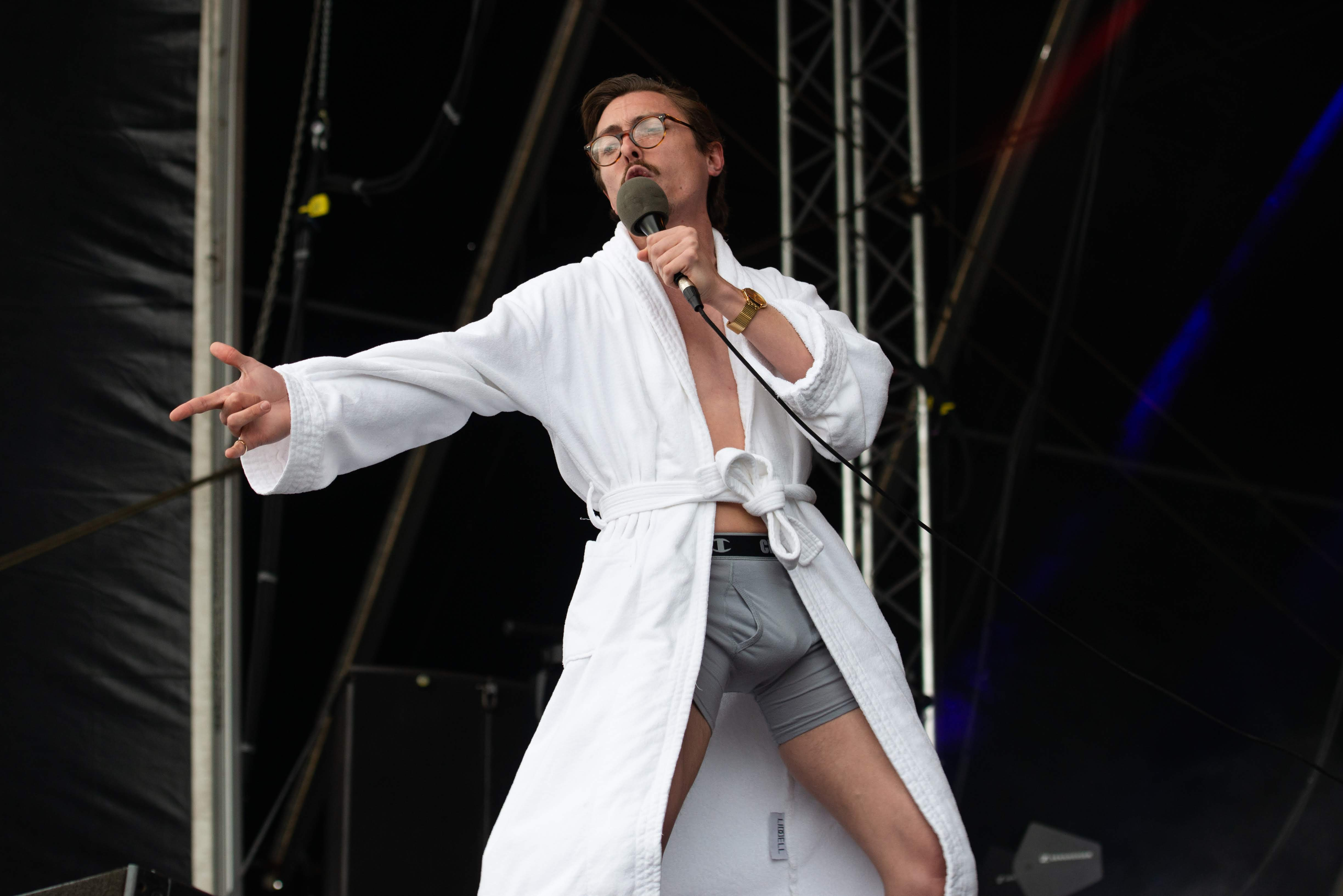
Rebillet se apresentando em Dublin em 2019

Seus primeiros shows ao vivo aconteceram em 2017 em bares em sua cidade natal, Dallas, Texas. Ele posteriormente se mudou para Nova York para desenvolver ainda mais sua carreira musical. Descrevendo como sua presença online aumentou rapidamente sua base de fãs, Rebillet disse a um entrevistador:
Aconteceu muito, muito rapidamente ... toda a coisa online decolou dessa forma muito agressiva. Tipo, pessoas ao redor do mundo começaram a compartilhar minhas coisas principalmente no Facebook, e meu público no Facebook passou de 7.000 ou 10.000 seguidores para, em uma ou duas semanas, 50.000. Então era 100.000. E continuou subindo! E com esse pico vieram todos esses pedidos de reserva de todo o mundo com os quais eu realmente não tinha ideia de como lidar ou o que fazer.
A partir de 2019, Rebillet se apresentou em turnês nos Estados Unidos e na Europa, e a venda de ingressos se tornou sua principal fonte de receita. Os shows ao vivo de Rebillet são enérgicos, interativos e quase totalmente improvisados, com muito pouco material sendo repetido de um show para outro. Explicando sua abordagem de performance, Rebillet disse: "Eu penso em algumas idéias, faço algumas observações ao longo do dia, penso em algo que seja pertinente ao público para o qual estou tocando, eu uso essas coisas como sementes para idéias de músicas." O Dublin Gazette chamou Rebillet de "um homem que é atencioso muito além de sua produção. Um notável artista se divertindo. "  The Irish Examiner chamou Rebillet de "DJ/comediante/pessoa emotiva em colapso" e chamou sua performance ao vivo de "enervante e muito envolvente". Tyler Hicks, do Dallas Observer, disse que "poucos artistas podem se igualar à intensidade zelosa".

### Tour de show drive-in
Em resposta à pandemia de COVID-19 em 2020, na qual todos os shows foram cancelados, Rebillet agendou uma "turnê drive-in" em junho de 2020, na qual se apresentou em doze shows em oito cinemas drive-in nos Estados Unidos enquanto os participantes assistem de seus carros e ouvem em uma frequência de rádio local. O objetivo dessas atuações foi manter o cumprimento das normas de distanciamento social. No lugar dos atos de abertura, foram exibidos curtas metragens. Explicando como planejava se apresentar, Rebillet disse à CNN : "Já que todos serão forçados a estar em seus carros, poderei correr muito, 'interagir' com o público, apenas fazendo minhas coisas. " A turnê foi considerada a primeira desse tipo nos Estados Unidos e arrecadou 523.000 dólares com 12.132 participantes. Rebillet alcançou mais fãs na turnê drive-in do que em uma turnê comparável em locais fechados.

## Prêmios e reconhecimento
Em agosto de 2019, a Billboard nomeou Rebillet como "Billboard Dance Emerging Artist", escrevendo que Rebillet cria "ganchos sexy", "gravadores de R&B sensuais" e "criações funk com toques de hip-hop".
Em dezembro de 2019, Shacknews concedeu a Rebillet o "Do it for Shacknews Award 2019", dizendo que ele alcançou um "nível surpreendente de notoriedade na Internet" em 2019. O CEO da Shacknews, Asif Khan, escreveu: "A popularidade de seu estilo bastante experimental para criar música é inspiradora para os incontáveis músicos de estúdio em tempo parcial que estão por aí na Internet. A capacidade de Marc de construir uma comunidade levou a tietes de líderes de torcida aparecendo em todos os lugares atualmente. "
Em 2020, o Clubbing TV nomeou Rebillet nº 2 em sua lista dos 40 melhores DJs de streaming ao vivo, dizendo: "Ninguém pode fazer você rir e dançar como Marc Rebillet."

## Música
A música de Rebillet é definida pelo uso de uma loop station Boss RC-505, que lhe permite sobrepor sua voz a teclados, pandeiros e outros instrumentos manuais de percussão. A maioria de suas canções é improvisada e inclui elementos de funk, soul, hip hop e house music, bem como esquetes cômicos. Nick Pagano descreveu a música de Rebillet como variando "de baladas de piano comoventes serenatas a licks de baixo funky e batidas de club, e é sempre acompanhado por seu senso de humor único". Suas letras tendem a ser cômicas, tolas ou vulgares, o suficiente para que ele seja considerado um comediante. A personalidade "pateta", "nerd" e "séria" de Rebillet tem um papel importante em sua popularidade.
Rebillet mencionou Reggie Watts, Nina Simone, Madlib e James Blake como fontes de inspiração. Falando sobre Reggie Watts, Rebillet disse: "Eu não estaria fazendo isso se ele não existisse."

## Vida pessoal
Em 2021, o apartamento de Rebillet em Lower Manhattan foi descrito na revista Architectural Digest por seu estilo distinto. Carly Olson escreveu que Rebillet tem um "olho fulminante para o design" e que seu "apartamento de dois quartos bem iluminado e arejado em Lower Manhattan é limpo e imaculado, apresentando arte de referência, achados vintage e até mesmo algumas peças de troféu que dão verdadeiros móveis corações nerds nos seus olhos. " O apartamento contém móveis de Ligne Roset e Pierre Paulin e arte de Verner Panton e Jack Youngerman .

## Discografia

### Álbuns solo
- Marc Rebillet (2018) [32]
- Europe (2019) [33]
- Loop Daddy III (2020) [34]

### Discos extendidos
- Loop Daddy (2018) [35]
- Loop Daddy II (2019) [36]

### Singles
- Funk Emergency  (2019) [37]
- One More Time (2019) [38]
- You Were There (2019)
- Work That Ass For Daddy (2019)

### Como Leae
- Pod 314 (with USooME) (2012) [39]
- Rattlebrain EP (2013) [40]
- week | ep (2013) [41]